# 포켓 비치

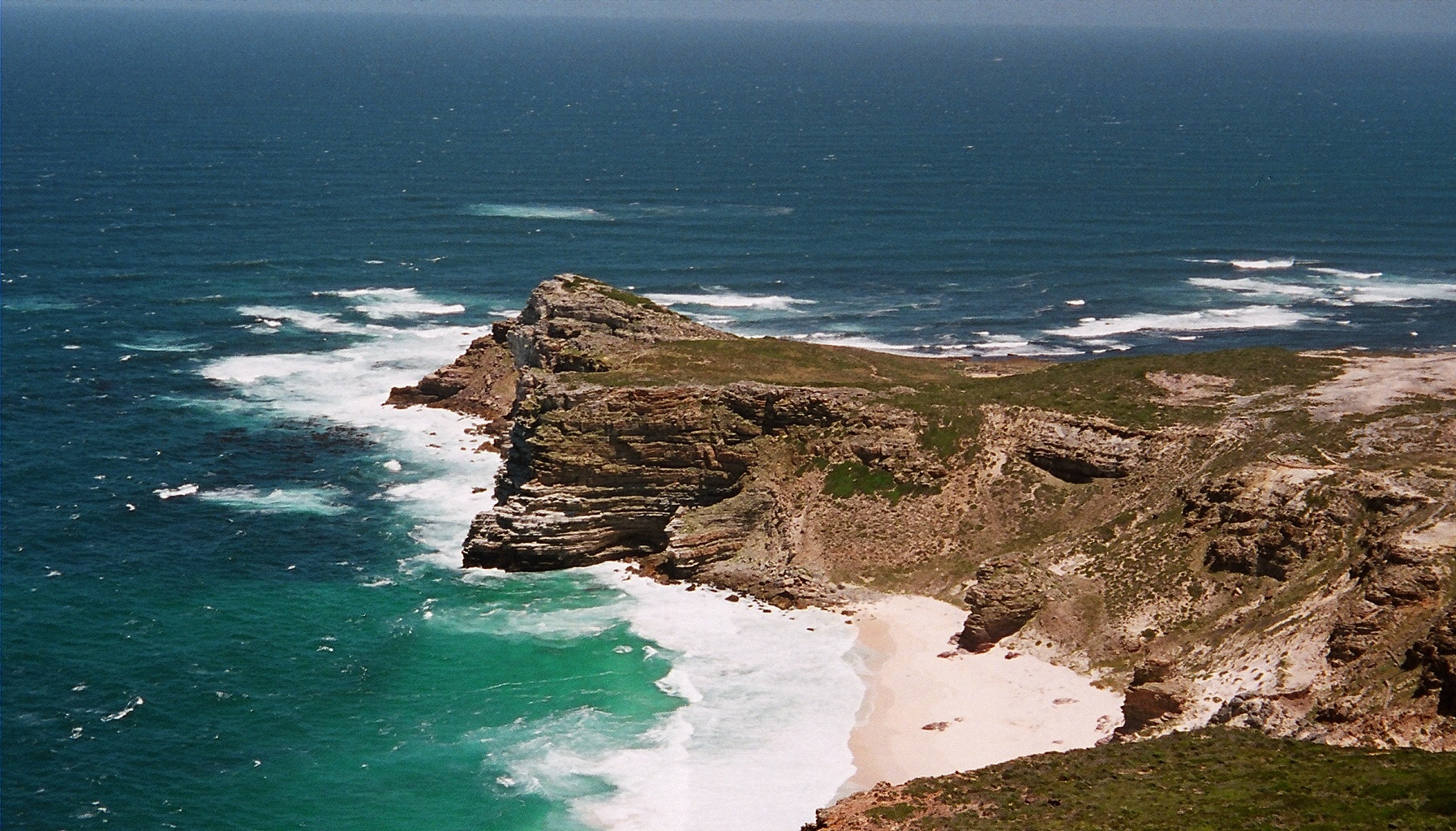
희망봉의 포켓 비치

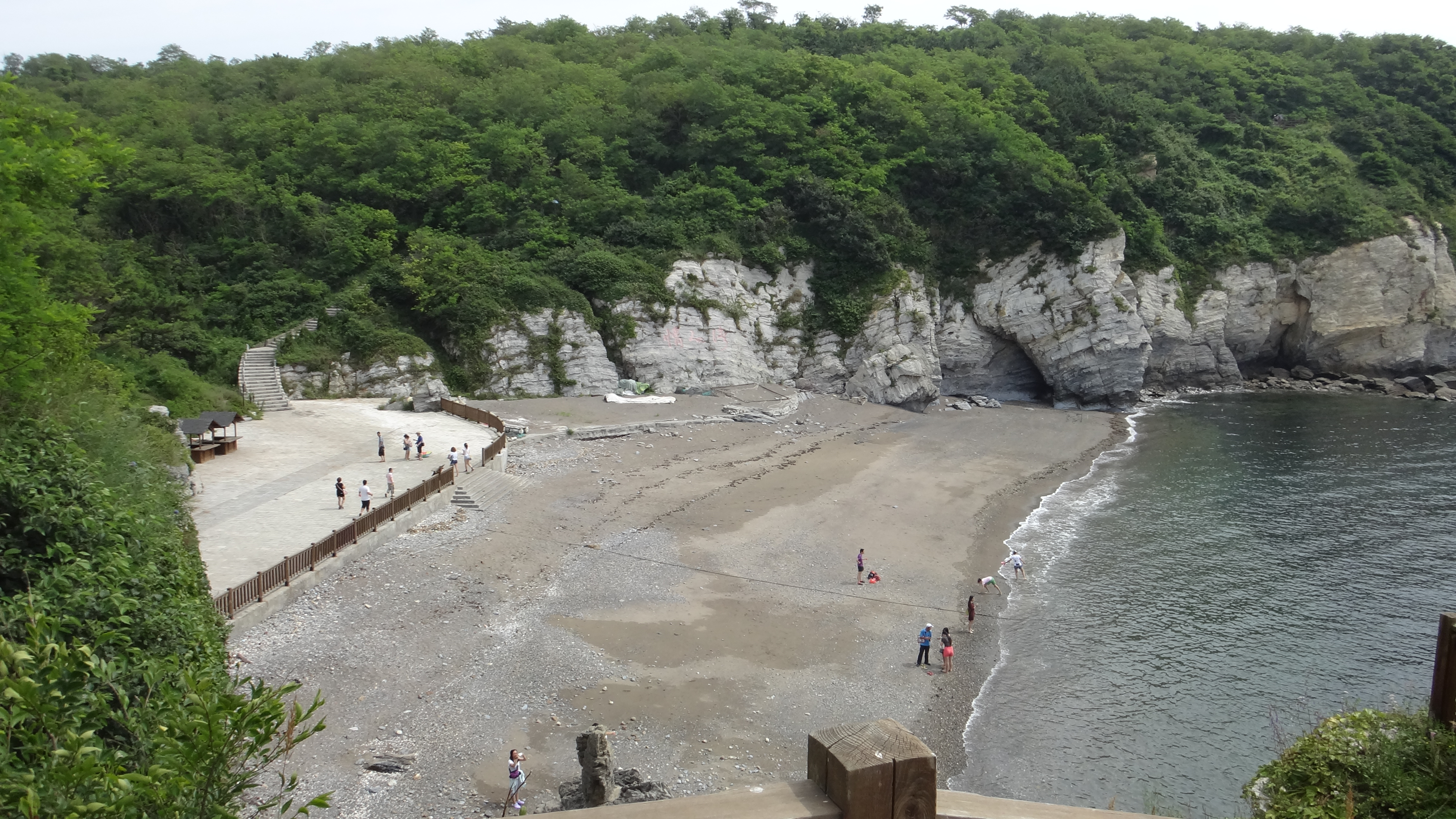
중화인민공화국 다롄시의 포켓 비치

포켓 비치(pocket beach)는 두 개의 헤드랜드 사이에 있는 작은 해변을 말한다. 일반적으로 포켓 비치와 인접한 해안선 사이에서는 퇴적물의 교환이 적거나 없다.
포켓 비치는 자연적이거나 인공적으로 만들어졌는데, 자연적으로 만들어진 포켓 비치는 전 세계에 많이 존재한다. 인공 포켓 비치는 보통 자연 해변이 매우 적거나 없는 지역에 만들어진다. 인공 포켓 비치가 있는 지역의 예로는 미국 체서피크만, 카리브해 등이 있다.